# Модзелевский, Александр Семёнович
Александр Семёнович Модзелевский (пол. Aleksander Semionowicz Modzelewski; 23 февраля 1905 — 2 июня 1982, Одесса) — советский военачальник, участник Советско-финской и Великой Отечественной войн, генерал Советской и Польской армий.

## Биография
Происходил из польской семьи в Одессе, с детства работал по найму, как рабочий и курьер. С 30 августа 1922 года в Красной Армии, в 1926 году окончил Одесскую артиллерийскую школу, был командиром взвода в 20-м тяжёлом артиллерийском дивизионе в Виннице. С 1927 года начальник разведки полка, с 1928 года начальник связи полка, командир учебной батареи и начальник боевого снабжения.
С 1934 года в составе Артиллерии Украинского Военного Округа в Киеве, с 1939 года начальник штаба и исполняющий обязанности командира 144-го гаубичного артиллерийского полка в городе Днепропетровске. Участник Советско-финской войны (1939—1940) и освободительных походов в Западной Белоруссии 1939 года и в Бессарабии в июне 1940 года. С мая 1940 года по сентябрь 1941 года командир 144-го гаубичного артиллерийского полка 80-й стрелковой дивизии. 12 июля 1941 года ранен в левую ногу в бою под Киевом. С сентября 1941 года по декабрь 1942 года командир 701-го пушечного артиллерийского полка РГК в звании майора. С 29 ноября 1941 года 701-й пушечный артиллерийский полк РГК участвует в боях 1-й Ударной армии. С конца 1942 года командир 51-й пушечной артиллерийской бригады на Ленинградском Фронте.
С сентября 1943 года в Польских Вооружённых Силах в звании полковника, командир артиллерии 1-го польского корпуса, после командующий артиллерией 1-й армии Войска Польского. 18 марта 1944 года присвоено звание Бригадный генерал Войска Польского, генерал-майор РККА. 25 мая 1945 присвоено звание генерал дивизии Войска Польского. Постановлением СНК СССР № 1683 от 11 июля 1945 года присвоено звание генерал-лейтенант артиллерии РККА. С 9 октября 1945 года по июнь 1946 года был командиром артиллерии Военного Округа № IV в Катовицах. С 15 июня 1946 года по февраль 1947 года был инспектором артиллерии Военного Округа № IV во Вроцлаве. В феврале 1947 года закончил службу в ПНР и вернулся в СССР. 27 января 1956 года генерал-лейтенант артиллерии Модзелевский вышел в отставку.
Умер 2 июня 1982 года, похоронен на Таировском кладбище Одессы.

## Награды
Советские:
- орден Ленина (6.11.1947)[6];
- три ордена Красного знамени (30.01.1942[7], 3.11.1944[8], 20.04.1953[6]);
- орден Кутузова II степени (31.05.1945)[9][10];
- два ордена Красной Звезды (13.04.1940[11], 11.10.1968)[6];
- медаль «За оборону Ленинграда» (12.07.1943)[12];
- медаль «За оборону Москвы» (1944)[6];
- медаль «За победу над Германией в Великой Отечественной войне 1941—1945 гг.»[6];
- юбилейная медаль «Двадцать лет Победы в Великой Отечественной войне 1941—1945 гг.»;
- юбилейная медаль «Тридцать лет Победы в Великой Отечественной войне 1941—1945 гг.»;
- медаль «За взятие Берлина»[6];
- медаль «За освобождение Варшавы»[6];
- юбилейная медаль «30 лет Советской Армии и Флота» (1948)[13];
- юбилейная медаль «50 лет Вооружённых Сил СССР»

 Польские:
- рыцарский крест ордена (III класса) Virtuti Militari
- серебряный крест ордена (V класса) Virtuti Militari (11.05.1945)[13];
- командорский крест ордена Возрождения Польши (1945)
- золотой Крест Заслуги (1946)[13];
- медаль «За Одру, Нису и Балтику» (1945)[13]

Приказы (благодарности) Верховного Главнокомандующего в которых отмечен А. С. Модзелевский:
- за участие в боях при прорыве обороны противника западнее Ковеля, приказ № 142 от 20 июля 1944 года;
- за участие в боях за освобождение Праги, приказ № 187 от 14 сентября 1944 года;
- за участие в боях за освобождение Варшавы, приказ № 223 от 17 января 1945 года;
- за участие в боях за овладение Дейч-Кроне и Меркиш-Фридлянд — важными узлами коммуникаций и сильными опорными пунктами обороны немцев в Померании, приказ № 274 от 11 февраля 1945 года;
- за участие в боях при прорыве обороны немцев восточнее города Штаргард и за овладение городами Бервальде, Темпельбург, Фалькенбург, Драмбург, Вангерин, Лабес, Фрайенвальде, Шифельбайн, Регенвальде и Керлин, приказ № 288 от 4 марта 1945 года;
- за участие в боях за овладение Кольбергом, приказ № 302 от 18 марта 1945 года;
- за участие в боях при прорыве обороны немцев и наступлении на Берлин, приказ № 339 от 23 апреля 1945 года;
- за участие в боях по завершению окружения Берлина и за овладение городами Науен, Эльшталь, Рорбек, Марквардт, приказ № 342 от 25 апреля 1945 года